# Ken Wilber
Pour les articles homonymes, voir Wilber.
 (octobre 2024).
La mise en forme du texte ne suit pas les recommandations de Wikipédia : il faut le « wikifier ».
Les points d'amélioration suivants sont les cas les plus fréquents. Le détail des points à revoir est peut-être précisé sur la page de discussion.
- Les titres sont pré-formatés par le logiciel. Ils ne sont ni en capitales, ni en gras.
- Le texte ne doit pas être écrit en capitales (les noms de famille non plus), ni en gras, ni en italique, ni en « petit »…
- Le gras n'est utilisé que pour surligner le titre de l'article dans l'introduction, une seule fois.
- L'italique est rarement utilisé : mots en langue étrangère, titres d'œuvres, noms de bateaux, etc.
- Les citations ne sont pas en italique mais en corps de texte normal. Elles sont entourées par des guillemets français : « et ».
- Les listes à puces sont à éviter, des paragraphes rédigés étant largement préférés. Les tableaux sont à réserver à la présentation de données structurées (résultats, etc.).
- Les appels de note de bas de page (petits chiffres en exposant, introduits par l'outil «  Source ») sont à placer entre la fin de phrase et le point final[comme ça].
- Les liens internes (vers d'autres articles de Wikipédia) sont à choisir avec parcimonie. Créez des liens vers des articles approfondissant le sujet. Les termes génériques sans rapport avec le sujet sont à éviter, ainsi que les répétitions de liens vers un même terme.
- Les liens externes sont à placer uniquement dans une section « Liens externes », à la fin de l'article. Ces liens sont à choisir avec parcimonie suivant les règles définies. Si un lien sert de source à l'article, son insertion dans le texte est à faire par les notes de bas de page.
- La présentation des références doit suivre les conventions bibliographiques. Il est recommandé d'utiliser les modèles {{Ouvrage}}, {{Chapitre}}, {{Article}}, {{Lien web}} et/ou {{Bibliographie}}. Le mode d'édition visuel peut mettre en forme automatiquement les références.
- Insérer une infobox (cadre d'informations à droite) n'est pas obligatoire pour parachever la mise en page.

Pour une aide détaillée, merci de consulter Aide:Wikification.
Si vous pensez que ces points ont été résolus, vous pouvez retirer ce bandeau et améliorer la mise en forme d'un autre article.
Kenneth Earl Wilber Junior, né le 31 janvier 1949 à Oklahoma City, est un écrivain américain. Méconnu en France, son œuvre couvre les domaines liés à la psychologie, à l'épistémologie, l'histoire des idées, à la sociologie, au mystique, à l'écologie et à l'évolution. Elle a pour projet de formuler ce que Wilber dénomme une « théorie intégrale de la conscience » et fait de son auteur un des chefs de file de ce qu'on appelle, dans les pays anglo-saxons, la « théorie intégrale ». Il a d'ailleurs fondé, au tournant du millénaire, l’Integral Institute (en).

## Biographie
Ken Wilber est né le 31 janvier 1949 à Oklahoma City. En 1967, alors qu’il venait de s’inscrire en médecine à l'université Duke, il interrompt ses études et dit avoir presque instantanément perdu ses illusions sur ce que la science pouvait offrir[réf. nécessaire]. Il s’intéresse alors à la littérature orientale, particulièrement au Tao Te Ching qui l’oriente ensuite vers le bouddhisme. Il quitte Duke, s’inscrit à l'université du Nebraska, où il obtient une licence en chimie et en biologie [réf. nécessaire].
En 1973, Wilber termine son premier livre Le spectre de la conscience (The spectrum of consciousness) dans lequel il tente d’unifier les connaissances de domaines spirituels très disparates. Après avoir été rejeté par plus de 20 éditeurs, son livre est finalement accepté en 1977 par Theosophical Publishing House. En 1983, Wilber se marie à Terry (Treya) Killam, rapidement diagnostiquée d’un cancer du sein. Pendant trois ans, Wilber se consacre à son épouse, qui meurt finalement en janvier 1989. Cette expérience commune est l'objet de Grâce et courage, livre qui paraît en 1991.
Wilber explique son passage en 1983 de la psychologie transpersonnelle à l'« approche intégrale » :

« J'ai cessé de me considérer comme un psychologue transpersonnel en 1983 (...) La psychologie transpersonnelle, pour son plus grand crédit, était la première école principale de la psychologie actuelle à prendre au sérieux la spiritualité (...) La psychologie intégrale est plus inclusive, puisqu'elle est fondamentalement tous quadrants, tous niveaux, toutes lignes, tous états, etc. »

## Évolution cosmique
Wilber rejette la vision de l’Histoire de l’humanité qui ne prend pas en compte la notion d’évolution cosmique, ce qu’il considère comme une régression. Son adhésion au bouddhisme lui fait percevoir la réalité ultime comme « non-duelle », une union du vide et de la forme, cette dernière étant sujette au changement dans le cours du temps. Les textes de Wilber sont une tentative de décrire cette évolution de la forme dans le temps, et comment les êtres vivants participent à cette évolution et finissent par réaliser leur véritable nature.

« Les mystiques et les sages sont-ils fous ? Ils racontent tous à leur manière la même histoire, n’est-ce pas ? Cet éveil un beau matin qui vous fait découvrir que vous faites un avec toute chose, d’une façon éternelle et infinie. Alors, peut-être qu’ils sont fous, de divins idiots. Peut-être qu’ils ne sont que des idiots grommelant devant l’Abysse. Peut-être ont-ils besoin d’un bon thérapeute compréhensif. Je pense que ça pourrait les aider. Mais, je m’interroge. (...) Dites-moi, est-ce que cette histoire, chantée par les mystiques et les sages du monde entier est plus folle que celle du matérialisme scientifique racontée par un idiot, bruyant et furieux, et qui ne signifie rien du tout ? Écoutez attentivement, alors, et décidez laquelle de ces deux histoires est la plus insensée ? »

## Holisme

### Les holons
Un élément clé de la philosophie de Wilber est le holon, issu des travaux d'Arthur Koestler. Dans sa recherche de l’élément qui pourrait constituer la particule fondatrice de l’existence, il observe que toute entité, tout concept, partage une double nature : une totalité en lui-même et la partie d’un autre tout. Une cellule, par exemple, est une totalité et également une partie d'un organisme, bien que « les holons individuels sont associés ou membres d'un holon social, et non pas des pièces subordonnées. » Une lettre de l’alphabet est une entité à part entière et en même temps la partie d’un mot. Toute chose, depuis les particules de matière en passant par l’énergie et jusqu’aux idées, peut être considérée sous cet angle, selon lui. De ce point de vue, toute chose est un holon.
Les holons sont caractérisés par une vingtaine de qualités, telles que : 
- L’agence, la capacité à maintenir son identité propre
- La communion, la capacité à rester intégré dans des touts plus grands
- L’autodissolution, la décomposition en holons plus petits et moins « profonds »
- L’autotranscendance, la pulsion à réaliser des holons plus grands, plus « profonds »

Ce sont les quatre « tractions » dont les holons sont sujets.

### L'holarchie
Les holons transcendent[Quoi ?] en formant des holons plus profonds, c’est-à-dire qu’ils présentent plus de niveaux d’organisation : les quarks forment les atomes qui forment les molécules qui forment les cellules qui forment les êtres vivants. Le holon de l’étage supérieur intègre les holons inférieurs et leurs qualités. La notion d’évolution qui se dégage de ce schéma doit être comprise comme évolution dans le temps et l’espace, par sauts quantiques, et non dans le sens darwinien, bien que la survie du plus apte ne peut être exclue. Le darwinisme semble assez improbable à Wilber.
Ce concept d'holarchie a pour Ken Wilber une validité dans le domaine politique. Au-delà des systèmes hiérarchiques où le sommet n'intègre pas les intérêts de la base et au-delà des systèmes démocratiques qui mettent sur le même plan ceux qui ont une mentalité essentiellement tribale avec ceux qui ont une mentalité universaliste voire ouverte aux intérêts liés à l'évolution cosmique. Mais cette vision, qui selon eux unit harmonieusement l'évolution individuelle et le sens du collectif, pourrait peu à peu permettre une réforme de la vie démocratique qui faute à intégrer le fait de l'inégalité spirituelle piétine.

## AQAL
AQAL (acronyme pour all quadrants all levels) est un concept central dans l’œuvre récente[Quand ?] de Wilber. Le sigle signifie « tous les quadrants, tous les niveaux », mais aussi « tous les états » ou « tous les types ».

### Les quatre quadrants
Il s’agit des 4 catégories auxquelles peut être ramenée l’Existence, des 4 modalités selon lesquelles l'Esprit se déploie dans sa manifestation. Wilber y fait référence comme à l’architecture du Kosmos.
|            | Intérieur                                                                   | Extérieur                                                                      |
| ---------- | --------------------------------------------------------------------------- | ------------------------------------------------------------------------------ |
| Individuel | Quadrant 1 «Je» Intérieur-Individuel Intentionnel ou phénoménologique Freud | Quadrant 2 «Cela» Extérieur-Individuel Comportemental ou psychologique Skinner |
| Collectif  | Quadrant 3 «Nous» Intérieur-Collectif Culturel Gadamer                      | Quadrant 4 «Ceux-là» Extérieur-Collectif Social Marx                           |

- Quadrant 1 : Dimension subjective individuelle de la réalité.
- Quadrant 2 : Dimension objective individuelle de la réalité.
- Quadrant 3 : Dimension subjective collective de la réalité.
- Quadrant 4 : Dimension objective collective de la réalité.

À ces 4 catégories de la réalité, correspondent des modes de connaissance et des critères de validité de la connaissance différents. Wilber soutient que la psychanalyse, la science comportementale, le Marxisme et l’herméneutique offrent des perspectives complémentaires plutôt qu’antagonistes. Il envisage que ces quatre orientations sont correctes si l’on veut rendre compte de l’existence humaine de façon complète.
L’approche de Wilber considère également que chaque niveau de l’activité mentale (l’inconscient, le rationnel et le mystique) sont complémentaires et légitimes, plutôt qu’en compétition.

### Les 9 états, prérationnels, rationnels et transrationnels
Wilber défend le point de vue que de nombreuses affirmations concernant les états de conscience non-rationnels sont erronées. Selon Wilber, ces états de conscience (qu’il appelle « prérationnels » ou « transrationnels ») sont souvent confondus. On peut confondre une réalisation spirituelle « transrationnelle » avec une régression « prérationnelle ». Wilber prétend que Freud et Jung ont commis cette erreur. Freud considérait que les états mystiques étaient des régressions à l’état infantile ou issus du sentiment océanique, et Jung, au contraire, aurait commis l’erreur inverse en jugeant que les mythes prérationnels était des réalisations divines. Wilber dit de lui-même qu’il est tombé dans ce piège dans ses premiers ouvrages.
Dès son premier livre, The Spectrum of Consciousness (1977), Wilber a essayé d'énumérer et hiérarchiser les divers niveaux de conscience individuels, en intégrant les données de la psychologie occidentale (stades de Jean Piaget, besoins de Abraham Maslow) et celles de la sagesse orientale (bouddhisme, hindouisme védanta). Dans son quatorzième livre, Une brève histoire de tout (1996), il admet un spectre de neuf « structures fondamentales de la conscience », neuf « stades de développement », allant du prérationnel (inconscient) au transrationnel (superconscient) : 
1. physico-sensoriel (stade prérationnel) : (avant : l'organisme physique) « la sensation et la perception » ; de 0 à 3 mois
2. fantasmatique-émotionnel : « les impulsions et les images » ; de 1 à 6 mois
3. mental-représentionnel : « les symboles et les concepts » ; de 6 mois à 2 ans
4. mental règle/rôle : « règles concrètes » ; de 6 à 8 ans
5. formel-réflexif : pensée abstraite ; de 11 à 15 ans
6. logique-visionnaire : pensée visuelle ; 21 ans
7. psychique (ici commencent « les stades plus élevés ou transpersonnels ») : « mysticisme de la nature »
8. subtil : « mysticisme du divin » ; 28 ans
9. causal : « mysticisme sans forme » (et après « non duel » : « mysticisme non duel ») ; 35 ans.

Par la suite, il adoptera la spirale dynamique comme modèle d'évolution de la conscience et se rapprochera de Don Beck, avant de se brouiller avec cet auteur qui considérait le souci de Wilber de mobiliser la dimension spirituelle dans ce modèle dévoyait l'héritage de Graves sur lequel la spirale avait été conceptualisée.

## Au sujet de la science
Wilber décrit les sciences dures comme des sciences étroites qui ne permettent des révélations qu’aux niveaux les plus grossiers de la conscience (les cinq sens et leurs extensions). Ce qu’il appelle les sciences larges inclurait les démonstrations combinées de la logique, des mathématiques, de la symbolique et de l’herméneutique ainsi que d’autres approches de la conscience. Une telle science devrait, à terme, inclure le témoignages des personnes pratiquant la méditation et autres pratiques spirituelles. Selon lui, cette « science large » fournirait une approche plus complète de la réalité que les traditions religieuses. Mais une approche intégrale qui évaluerait les affirmations religieuses et scientifiques combinées serait préférable à la science étroite pratiquée actuellement.

## Influence dans les théories des organisations
Ken Wilber a influencé par sa pensée plusieurs nouveaux modèles organisationnels. Il a préfacé la version anglaise du  livre de Frédéric Laloux Reinventing Organizations, vendu à 400 000 exemplaires. Le modèle de l'entreprise opale présenté par Laloux comme liée à l'apparition d'un nouveau stade de développement de la conscience humaine est directement issu des travaux de Wilber et du modèle de la spirale dynamique que Wilber a adopté. Wilber a aussi eu une influence notable sur le modèle Holacratie; Brian Robertson, le fondateur de ce modèle a par ailleurs publié les principes généraux de son modèle dans une revue liée à la communauté intégrale.
On peut ajouter le livre l'Entreprise Consciente, publié en de Fred Kofman, qui commence par un éloge et une introduction de Ken Wilber. Kofman considère également que l'évolution de la conscience humaine doit se traduire par de nouveaux modes de fonctionnement des entreprises.

## Amis et opposants de Wilber

### Les influences reçues et les amis de Wilber
Wilber fait des louanges du maître Zen Genpo Roshi. Ses conceptions de l’évolution de l’humanité sont influencées par Aurobindo, Adi Da Samraj, Andrew Cohen, Jean Gebser, Erich Jantsch, Jean Piaget, Abraham Maslow, Erik Erikson, Lawrence Kohlberg, Howard Gardner, Clare Graves, Don Beck, Robert Kegan. Wilber collabore avec plusieurs enseignants spirituels contemporains comme Andrew Cohen, Lama Surya Das, le Père Thomas Keating, le Frère David Steindl-Rast, ainsi que Ronald H. Miller, qui soutiennent plus ou moins les théories de Wilber.
D'après Salon.com, Ken Wilber n'est pas présent dans les grands médias américains, mais il a des sympathisants célèbres comme Bill Clinton ou Al Gore. Deepak Chopra le décrit comme l'un des « pionniers les plus importants dans le domaine de la conscience », et les frères Wachowski lui ont demandé de lire les commentaires pour les DVD de leurs films Matrix. Salon.com indique que Wilber « a des adeptes passionnés – presque sectaires – dans certains cercles ».

### Les critiques envers Wilber
Son travail suscite de nombreuses critiques[réf. souhaitée],. Il a reçu un certain nombre de critiques très techniques sur quelques aspects de ses interprétations sur les théories spirituelles qu’il mentionne dans ses ouvrages. Le philosophe Arvan Harvat et Georg Feuerstein ainsi que Jeff Meyerhoff sont de ceux-là.
Au sein même du mouvement intégral dont il est un leader, le travail de Ken Wilber a reçu des critiques de Steve MacIntosh, de Franck Visser ou de lecteurs se réclamant de Sri Aurobindo, Mère et Satprem.